# フラデツ・クラーロヴェー
フラデツ・クラーロヴェー（チェコ語：Hradec Králové [ˈɦradɛts ˈkraːlovɛː] ( 音声ファイル)）は、チェコ、フラデツ・クラーロヴェー州の都市。ドイツ語名ケーニヒグレーツ（ドイツ語：Königgrätz）は『王の城』を意味する。市の経済は、食品加工学、光化学、電機製造業などを基盤とする。伝統産業には楽器製造業も含まれる。PETROF製造のピアノは有名である。フラデツ・クラーロヴェー大学がある。プラハ・カレル大学の医学校と薬学部がある。

## 歴史
フラデツ・クラーロヴェーは、エルベ川とオルリツェ川とが合流する『黄金の道』と呼ばれる非常に肥沃な地域の中央部にある。市内には多くの歴史的建築物や建築学的に興味深い物がある。大聖堂は1303年、ボヘミア王ヴァーツラフ2世の王妃リクサ・エルジュビェタによって創設された。1710年に建てられた聖ヨハネ教会は、かつての城の廃墟の上に建つ。1920年代から1930年代にかけ、市は瞬く間に成長し、多くの現代建築が建てられたために、フラデツ・クラーロヴェーは『共和国のサロン』として知られるようになった。
チェコ共和国で最古の定住地の一つであるフラデツ・クラーロヴェーの元々の名前は、単にフラデツ（城）のみであり、クラーロヴェー（女王の、という意味）はリクサ・エルジュビェタ妃の持参金の一つとしてもたらされたことから後世になってつけられた（リクサ・エルジュビェタはこの地に30年近く暮らした）。1620年まで持参金のままであった。フラデツ・クラーロヴェーはフス戦争の最中に国側についた最初の町であった。1620年の白山の戦いの後、プロテスタント住民の大部分がこの地を追われた。1639年、町はスウェーデン軍に8ヶ月間占領された。数カ所の教会と修道院が、神聖ローマ皇帝ヨーゼフ2世の治下で、要塞化するために取り壊された。要塞は結局1884年に撤去された。普墺戦争のケーニヒグレーツの戦いは、1866年7月3日、フラデツ・クラーロヴェー近郊で起きた。
1930年頃より、町は共和国のサロンとして知られるようになった。

## 文化

### 劇場
毎年6月、国際舞台演劇フェスティヴァルが開催される。

### 音楽
2004年より、ヨーロッパでも大きな催しであるヒップ・ポップ・ケンプ（Hip Hop Kemp）が毎年8月に開催される。国際ジャズ・フェスティヴァル『ジャズ・ゴーズ・トゥー・タウン』（Jazz goes to town）が毎年10月に開催される。

## 近隣の町村
- Březhrad（ブジェズフラト）（）
- Kukleny（ククレニ）
- Malšova Lhota （マルショヴァ・ロタ）
- Malšovice（マルショヴィツェ）
- Moravské Předměstí（モラヴスケー・プジェドムニェスティー）
- Nový Hradec Králové（ノヴィー・フラデツ・クラーロベー）
- Piletice（ピレティツェ）
- Plačice（プラチツェ）
- Plácky（プラーツキ）
- Plotiště nad Labem（プロティシュチェ・ナト・ラベム）
- Pouchov（ポウホフ）
- Pražské Předměstí（プラジュスケー・プジェドムニェスティー）
- Roudnička（ロウドニチカ）
- Rusek（ルセク）
- Slatina（スラティナ）
- Slezské Předměstí（スレズスケー・プジェドムニェスティー）
- Svinary（スヴィナリ）
- Svobodné Dvory（スヴォボドネー・ドヴォリ）
- Třebeš（トジェベシュ）
- Věkoše（ヴィエコシェ）

## ゆかりのある人々
- ヨゼフ・チャペック　-　画家
- トマーシュ・コウベク - サッカー選手

## 姉妹都市
| - アレッサンドリア, イタリア - アーネム, オランダ - バンスカー・ビストリツァ, スロバキア - ギーセン, ドイツ | - カシュテラ, クロアチア - メス, フランス - ヴァウブジフ, ポーランド - ヴロツワフ, ポーランド |  |

友好都市は2つである。
- モンタナ, ブルガリア
- カロヴィーニョ, イタリア